# Flakamyren
Flakamyren este o arie protejată (arie specială de conservare — SAC, sit de importanță comunitară — SCI) din Suedia întinsă pe o suprafață de 159,5 ha, integral pe uscat.

## Localizare
Centrul sitului Flakamyren este situat la coordonatele 63°20′37″N 14°39′58″E / 63.3435°N 14.666°E.

## Înființare
Situl Flakamyren a fost declarat sit de importanță comunitară în ianuarie 2002 pentru a proteja 2 specii de plante. Situl a fost protejat și ca arie specială de conservare în martie 2011.

## Biodiversitate
Situată în ecoregiunea boreală, aria protejată conține 6 habitate naturale: Mlaștini împădurite, Izvoare fino-scandinave și mlaștini produse de izvoare bogate în minerale, Mlaștini alcaline, Izvoare petrifiante cu formare de travertin (Cratoneurion), Taiga vestică, Mlaștini turboase de tranziție și turbării mișcătoare.
La baza desemnării sitului se află mai multe specii protejate de  plante (2): papucul doamnei (Cypripedium calceolus), Hamatocaulis vernicosus.